# Sándor István (író)
Szlavnicai és lukai Sándor István (Luka, 1750. augusztus 11. – Bécs, 1815. március 29.) író, bibliográfus.

## Élete és pályája
A Sándor család szlavnicai ágának sarja. Édesapja szlavnicai Sándor Ferenc (†1766) és édesanyja felsőmontesici és kesselőkői Montesiczky Borbála volt. Keresztszülei nemes Prilesky Antal és felesége. A Felvidéken, az egykori Nyitra vármegyei Lukán született. Itt töltötte gyermekkorát és az ottan szokásos tót (szlovák) nyelvet beszélte, a magyar nyelvet csak később, iskoláiban sajátította el teljesen. 1761 őszén került a nyitrai piarista gimnáziumba; 1763-64-ben még ott tanult a grammatikai osztályban; de betegeskedése miatt hazavitték. Miután atyja 1767. december 23-án meghalt, idősebb testvéreinek gyámsága alá került és Nagyszombatban a jezsuitáknál folytatta tanulmányait; ugyanott volt egyetemi hallgató is. Testvérbátyjának, Károlynak, halála után Selmetzi Ferenc volt a gondnoka. Bátyja nem jól gazdálkodott, ezért a családi pörnek se vége, se hossza nem volt. A gyámság alatt levő évek nagy részét hihetőleg Nagyszombatban és Pesten töltötte. Nagykorúságának elérkeztével, 1774-ben átvette örökségét és Lukán gazdálkodott. A mezei gazdasághoz azonban sohasem volt kedve. Rokonaival meghasonolva, a gazdaságtól való idegenkedése és embergyűlölő hajlama igen korán az irodalomhoz vonzotta.
Megismerkedett a magyar irodalommal, majd a német remekírókat tanulmányozta, de hazafias érzése mindenkor nemzeti irodalmunk szeretetére buzdította. Miután ismerte irodalmunk akkori szegénységét, kivánta azt gyarapítani. Ezért szakított a falusi élettel és 1784 körül Bécsbe költözött, ahol kkoriban több magyar író, újságíró is működött.. Egyik fő élvezete volt az utazás, melyről naplót írt; ilyen nagyobb utazást tett 1786-ban Felső-Olaszországba, 1787-ben Németországon át Londonba és onnét Párizsba, 1788-ban Prágát, Drezdát, Berlint látogatta meg és 1791-ben Svájcban utazott. Kiadta egy németből fordított munkáját. Irodalmunkra és közművelődésünkre tett nagyobb hatását a Győrben élő Révai Miklóssal kötött szorosabb barátság szülte. 1786-tól kezdve indult meg köztük a barátságos levelezés, mely két évtizedig tartott szakadatlanul. (Azon 37 levélből, melyeket Révai 1786-tól 1802-ig írt Sándornak, rövid kivonatok maradtak fenn Horvát István kéziratában a Magyar Nemzeti Múzeumban.) Sándor Révainak megírta irodalmi terveit, kikérte tanácsát, különösen a magyar nyelv sajátságait illetőleg, Révai pedig elpanaszolta sanyarú helyzetét, mire Sándor pénzzel segítette őt.
1791-ben adta ki németből fordított újabb munkáját, ez később Hevesi Lajos átdolgozásában Jelky András kalandjai címen vált közismertté. Ugyanebben az évben Győrben folyóiratot indított Sokféle címmel, mely folyóirat alakjában jelent ugyan meg, de egészen Sándor munkája, melyet Bécsben és Győrött nyomatott Révai felügyelete alatt. Tartalmát enciklopédikus, azonban túlnyomólag a hazai irodalomra és történelemre vonatkozó cikkek teszik ki.  Kiadványa a legkülönfélébb témákkal foglalkozott, 1808-ig 12 kötete jelent meg. Lefordította és 1792-ben kiadta Ovidius Metamorphosis című művének öt könyvét, a következő évben pedig saját utazásainak eredményeként útirajzait tette közzé.
A magyar irodalom iránti kiváló szeretete vezette a könyvgyűjtésre és irodalmunk tüzetes ismerete a bibliográfiára; meg akarta ismerni és ismertetni a magyar irodalom összes termékeit, miután ily ismeretterjesztő munka eddig nálunk teljesen hiányzott. Levelezésbe, összeköttetésbe lépett az ország legtöbb íróival, irodalompártolóival és könyvtárnokaival. Így jelent meg 1803-ban Győrött főműve, az első magyar bibliográfia, melynek címe: Magyar Könyvesház, avagy a magyar könyveknek kinyomtatások ideje szerént való rövid említésük. Ennek alapján nevezte Szinnyei József Sándor Istvánt az „első magyar bibliográfus”-nak. A korábban kiadott bibliográfiai összeállítások ugyanis életrajzgyűjtemények (bio-bibliográfiák) voltak. A Magyar Könyvesház a könyveket nem íróik életrajzába ágyazva, hanem a megjelenés éve és azon belül a kiadás helye szerint csoportosította. Az összeállítás a 16. századtól 1711-ig 1054 könyvcímet tartalmaz (16. század – 198, 17. század – 778 és a 18. századból 1711-ig 78); 1712-től 1800-ig pedig 2567 munkát sorol fel. (Szabó Károly 1711-ig 2452 magyar könyv címét adja, mely szám a 20. század elejéig 500-zal szaporodott.)
Sándor óhajtotta megismerni az Alföldet és a Felföld egy részét is; ezért 1800 augusztusában és szeptemberében barátjával, Sándorfi József nagyváradi orvossal, meglátogatta Jászberényt, Kecskemétet, Szegedet, Temesvárt, Aradot, Váradot, Debrecent, Tokajt, Kassát, Miskolcot és Egert; mindenütt leginkább a könyvtárak érdekelték. Korábbi szótárak kiegészítéseként jelent meg 1808-ban utolsó jelentősebb munkája, a Toldalék a magyar deák-Szókönyvhöz, mely Páriz-Pápai szótárának kiegészítéseül szolgált és melyen harminc esztendeig dolgozott. Kazinczy Ferenccel ugyan nem levelezett, de ismerték egymást, miután Kazinczy 1808-ban Bécsben meglátogatta; így Ferenczy János és Vitkovich is gyakran érintkeztek vele. Miután a Révaival való levelezés ennek még halála előtt félbeszakadt, Horvát Istvánnal kötött rövid barátságot és vele levelezett 1812-től 1814-ig.
A nemzeti irodalom és tudományosság iránti szeretetét bizonyítja az 1793. augusztus hó 12-én Bécsben kelt végrendeletének következő pontja: «Az egész ország és minden jó Hazafiak Kivánsága szerént a Hazánk Nyelvének kimívelésére erigálanó Akadémiának vagy is Társaságnak, melynek Pesten a széke lenne, mentől elébb való fel állítására s fel segéllésére legálok tiz ezer forintot az az 10,000 frtot... Bibliothekámat s Nummothekámat vagyis a könyveimet és ritka Pénzeimet nem különben minden képeimet és Mappáimat az említett felállítandó Magyar Társaságnak legálom.» Hagyott lelencházra 5000 forintot, «szülés-házra» szintén 5000 forintot és az elszegényedett családbelieknek a hátra lévő 8600 forintot hagyta. Mindezen hagyaték saját szerzeményéből, mely akkor 28 600 forint volt, került ki. Sokat betegeskedett. Utolsó nagy betegségéről Kazinczy így emlékezik meg Pantheonában (Nemzeti Könyvtár XXXVI. 395. l.): «elunta vizikórság s hypochondria alkalmatlanságait s magát fejbe lőtte Bécsben 1815. márcz. 29.»
Életében több írót bőkezűen támogatott; végrendeletében 10 000 forintot, valamint könyv-, érem- és térképgyűjteményét a megalapítandó akadémiára hagyta.
Sándor István „elsőnek adott összefogó képet irodalmunk és könyvkiadásunk fejlődéséről, és ezáltal létrehozta az első magyar nemzeti bibliográfiát”.
Költeményeket irt a bécsi Magyar Hirmondóba, a Magyar Museumba (II. 1792. Egy fösvénynek koporsókövére) sat.

## Emlékezete
A Sándor-Codex, a XVI. század első negyedéből, kis 4-rét papiros-kódex. Leírója egy ismeretlen nevű nyulakszigeti (Margit-sziget) dömés apácza. Tartalma erkölcstani példák. Toldy Ferenctől kapta nevét Sándor István bibliográfus emlékezetére. Az egyetemi könyvtár tulajdona. Toldy Ferencz az 1850-es években egy nagyobb kódexet szétszedett, öt kötetbe osztott és ötféleképp elkeresztelt; ennek egyik darabja a Sándor-kódex. (Kiadta és röviden ismertette Volf György, Nyelvemléktár II. k.) 

## Művei
- G.** nevezetű svédi Grófnénak rendes történeti egy juhászi játékkal egyetemben. Kiadta német nyelven Gellert K. F. Fordította Szláv. S. I. Pozsonyban és Kassán, 1778
- Jelki Andrásnak egy született magyarnak történetei. A ki minek utánna sok szerencsétlen eseteken, raboskodáson és a vad emberek között életének külömbféle veszedelmein által ment volna, végtére Bataviában nevezetes tisztségekre hágott. Magyarba foglalta. . . Győr, 1791
- Sokféle. Írá s egybe szedé... Győr és Bécs, 1791-1808. Tizenkét kötet, rézmetszetekkel (I-VIII. Győr, 1791-1801., IX-XII. Bécs, 1808. A X. kötet végén néhány újabb költeményét közli. Ism. a jenai Allg. Literatur Zeitung 1803. 115. sz.)
- Az orras Ovidnak deákból fordított változásai. Győr, 1792 (névtelenül, Ovidius életrajzával)
- Egy külföldön utazó magyarnak jó barátjához küldetett levelei. Győr, 1793
  - Egy külföldön útazó magyarnak jó barátjához küldetett levelei; Kossuth, Bp., 2011 (Amor librorum)
- Magyar Könyvesház, avagy a magyar könyveknek kinyomtatások ideje szerént való rövid említésök. Győr, 1803. (Ism. Zeitschrift von und für Ungern 1803. III. Annalen der Literatur u. Kunst 1804. 74. sz., Allg. Literatur-Zeitung IV. 160.)
- Toldalék a «magyar-deák Szókönyvhez» a mint végsőször jött ki 1767-ben és 1801-ben... Bécs, 1808. (Ism. Allg. Literatur-Zeitung, Jena, 1808. 369. l. Annalen der Literatur. Wien 1810. IV. 229. l.)
- Egy külföldön utazó magyarnak jó barátjához küldetett levelei; szöveggond., tan., jegyz. Éder Zoltán; Szépirodalmi, Bp., 1990 (Ritkaságok)